# Március 15. tér
A Március 15. tér Budapest Belvárosának egyik híres közterülete, „a Dunakorzó kapuja”.

## Elhelyezkedése
A Belváros nyugati, Duna-parti fekvésű, mintegy két hektáros területe. Északról a Petőfi tér, keletről a Váci utca, nyugatról a Jane Halning rakpart határolják. Északról a Galamb utca, keletről a Piarista utca, a Kígyó utca és a Curia utca, délről a Kéményseprő utca fut beléje.

## Története
A római korban a Contra-Aquincum limesőrtorony magasodott itt. A középkorban Halpiac vagy Hal tér, a 18. században Kirchenplatz, a 19. században Egyháztér (1872), majd Eskü tér (1874) volt a neve (I. Ferenc József magyar király uralkodói esküje helyszíne után). Mai nevét az 1848–49-es forradalom és szabadságharc kirobbanásának centenáriumán kapta.

## Nevezetes építményei, épületei

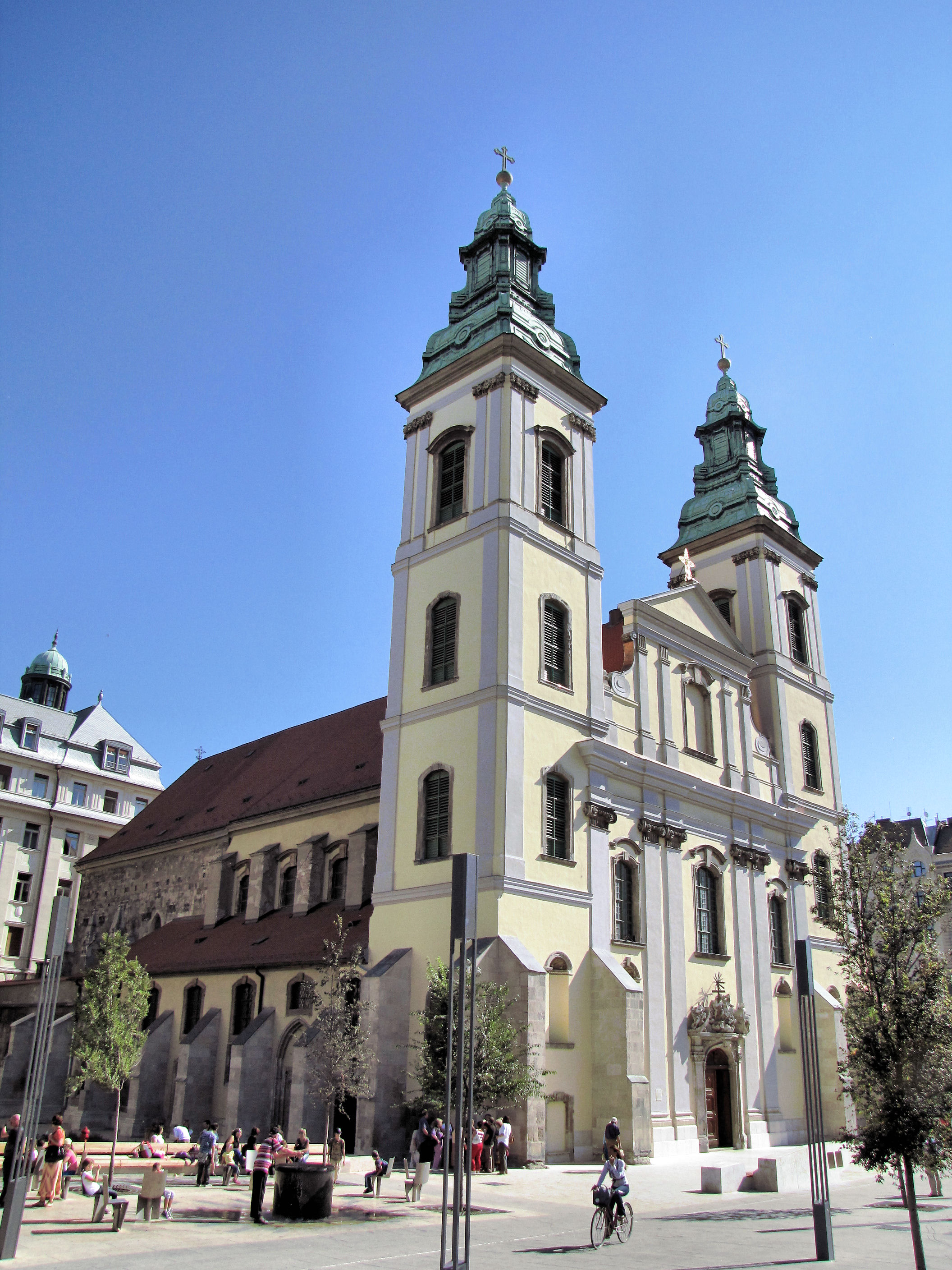
A Plébániatemplom

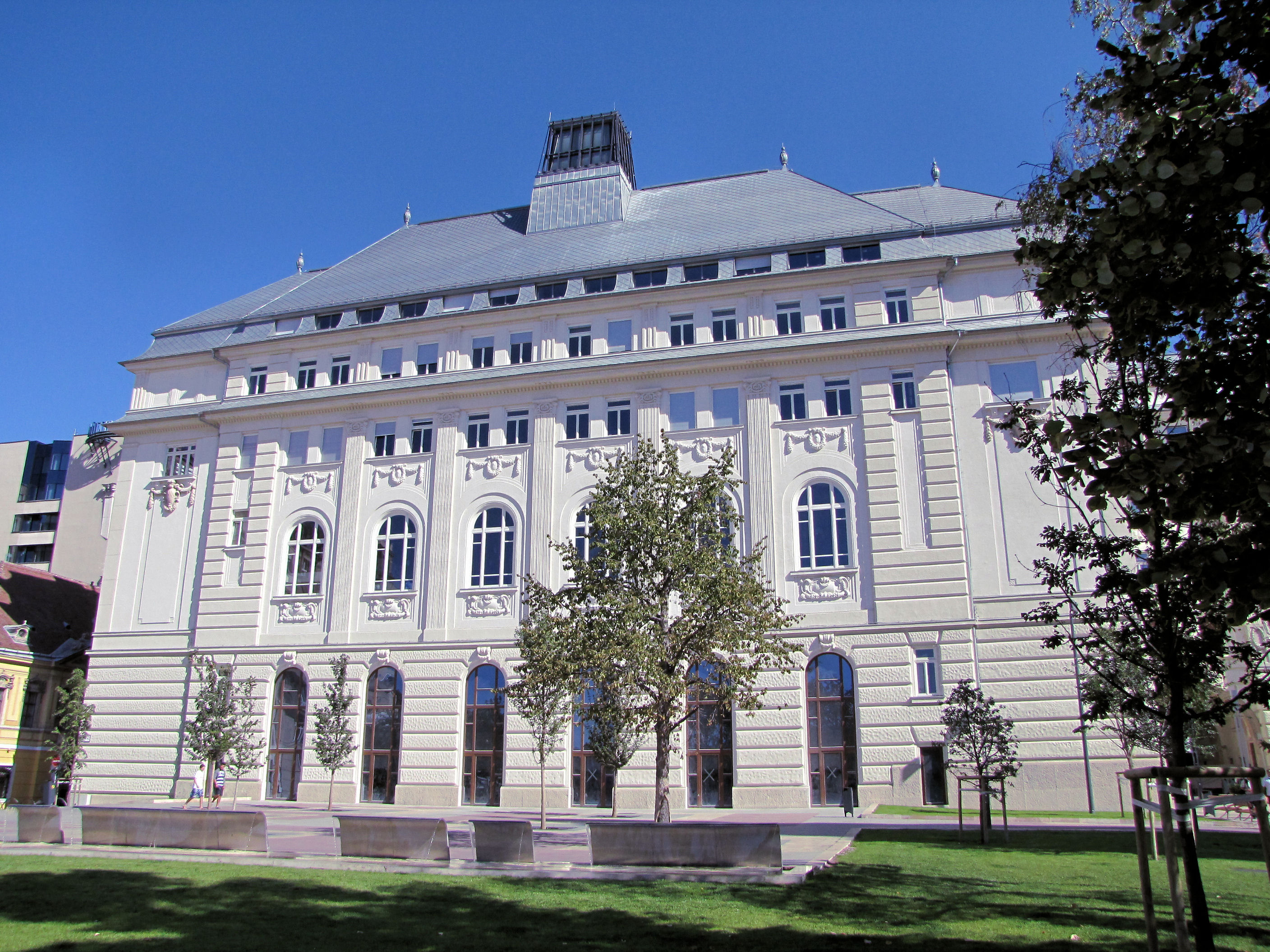
A piarista rendház

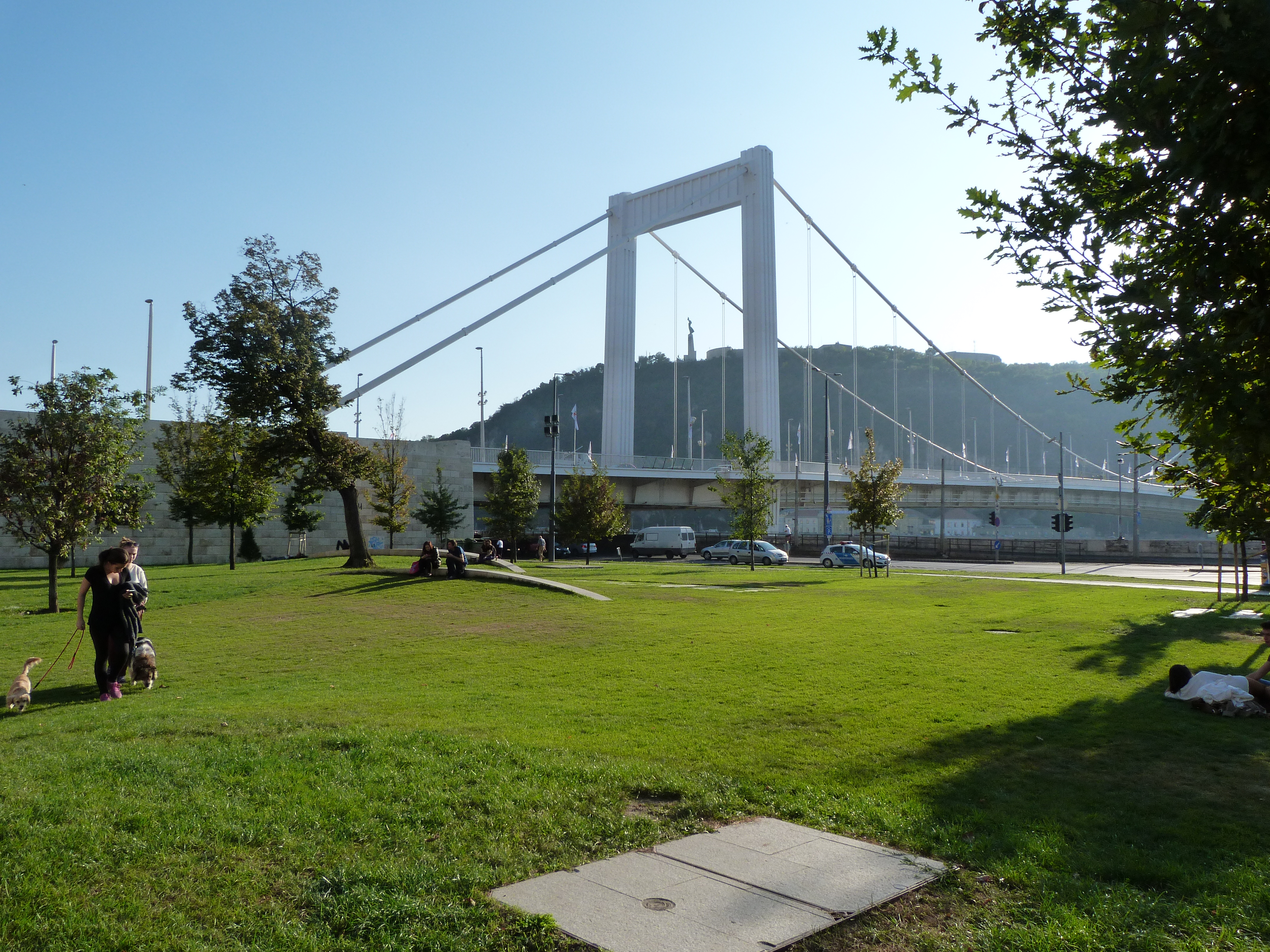
Az Erzsébet híd

Diocletianus római császár 3. század végén épült, a révátkelést biztosító őrtoronyának maradványai ma fedett bemutatótérben láthatók a tér közepén. 13. századi alapokon itt emelték a Belvárosi Plébániatemplomot. A 17. században épült régi pesti városháza helyén 18. század végén a Piarista Gimnáziumot és rendházat a tér keleti oldalán húzták fel. A szomszédos Petőfi téren 1882-ben felavatott Petőfi-szobor is erre a térre néz. A 20. század elején itt épült fel az eredeti, majd 1964-ben a helyén ma is álló Erzsébet híd. A tér déli oldalán működik a világhírű Mátyás-pince nevű étterem. A tér közepén volt 1932–45 között Erzsébet királyné 2:1 arányú ülő bronzszobra, amelyet a híd újjáépítéskor annak budai hídfőjéhez telepítettek. 
A híd pesti hídfője alatt fizető parkoló, mellette autóbuszvégállomás húzódik.